# Coasol
Coasol  es un disolvente con excelentes propiedades para su uso como agente de coalescencia en recubrimientos o como alternativa a otros disolventes en la industria de limpieza y polímeros.
Está compuesto por una mezcla de diésteres de isobutilo obtenidos a partir de ácido succínico, ácido glutárico y ácido adípico.

Se presenta como un líquido incoloro, de alto punto de ebullición y baja viscosidad, no genera COV's, desprende poco olor, no es inflamable y es prácticamente insoluble en agua.

## Síntesis
La síntesis se lleva a cabo mediante la reacción de alcohol isobutílico con una corriente mixta de los ácidos orgánicos (ácido succínico, ácido glutárico y ácido adípico) para formar la mezcla de diésteres de los que está compuesto Coasol como se ve en el esquema siguiente:
La composición final del Coasol queda como muestra la tabla:
| Compuesto            | Composición | CAS        |
| -------------------- | ----------- | ---------- |
| Diisobutil glutarato | 55–65%      | 71195-64-7 |
| Diisobutil succinato | 15–25%      | 925-06-4   |
| Diisobuti adipato    | 10–25%      | 141-04-8   |

## Usos
Coasol se utiliza principalmente como disolvente, agente de coalescencia en recubrimientos a base de agua, tintas en aplicaciones decorativas e industriales.
También se usa como disolvente en la industria:
- Limpiador industrial:  limpieza de superficies duras, ceras para pisos, champús para alfombras y  para retirar pinturas y grafitis.
- Industria de polímeros: en resinas no saturadas de poliéster y poliuretano, proporciona buena reactividad en sistemas epóxi, agente químico en yacimientos petroliferos, producto químico textil.

El uso de Coasol evita el uso de muchos aditivos ya que mejora las propiedades de humectación y flujo, además es compatible con la mayoría de pinturas tipo látex mejorando las propiedades de formación de película. Presenta una gran estabilidad térmica e hidrolítica, y su uso reduce la generación de COV's. Por otro lado es de remarcar su baja toxicidad y la biodegradabilidad de sus componentes, provenientes de ácidos orgánicos.
El uso de Coasol permite la sustitución de disolventes como:
isoforona (CAS 78-59-1), D-Limoneno (CAS 5989-27-5), éteres de glicol y éteres de pentanodiol.

## Medio Ambiente
Coasol es fácilmente biodegradable según los datos de ensayos por el método de la OCDE 301C(COD:28dias 98%, DBO:0.60g/g), no es fotoquímicamente reactivo y no emite COVs. El potencial de bioconcentración es moderado y tiene una movilidad en suelo media, la vida media en la atmósfera está en torno a 1 día.
Dada la naturaleza de partida de los compuestos que forman esta mezcla de ésteres, y su biodegradabilidad, este compuesto se perfila como uno de los denominados disolventes verdes con posibilidades de empleo en química sostenible.